# خربة الزبابدة
خربة الزبابدة، قرية فلسطينية في قضاء طولكرم. نهضت على تل قليل الارتفاع يبعد كيلومتر واحد عن شاطئ البحر. أشرفت على حوض وادي الفالق شمالًا وشرقًا على قناة اصطناعية تجري من الشمال إلى الجنوب لتجفيف المستنقعات المجاورة، تحدّها كثبان الرمل من الغرب وتمتد بينها وبين البحر. ربطت طريق فرعية خربة الزبابدة ببلدة قلقيلية في الجنوب الشرقي. صنفت القرية مزرعة في (معجم فلسطين الجغرافي المفهرس)، وكان يقيم فيها قوم من قبيلة النصيرات استوطنوا المنطقة في أواخر القرن التاسع عشر. كما صُنف خربة الزبابدة بأنها قرية متوسط الحجم عند الطرف الجنوبي لسهل زراعي. في 1944\1945 كان ما مجموعه 344 دونمًا من الأرض مخصصًا للحمضيات والموز و 3,839 دونمًا للحبوب و215 دونمًا مرويًّا للبساتين.

## احتلال القرية وتطهيرها عرقيًّا
وقعت القرية في ناحية تركزت الهجمات الصهيونية عليها في الأسابيع الأولى من الحرب. كما كان الشريط الساحلي الممتد شمالي تل أبيب، منطقة تزدحم بالمستعمرات اليهودية. لذلك، كان من الضروري جدًّا «تطهيرها» من سكانها العرب قبل حلول 15 أيار\ مايو 1948، ولاقت القرية في أرجح الظن نظير ما لافتة قرية تبصُر المجاورة، حيث طردت «الهاغاناه» السكان الباقين في 3 نيسان\ أبريل من عام 1948.

## القرية اليوم
الموقع اليوم مهجور، تغلب النباتات البرية والأشجارعليه. لم يبقَ من منازل القرية سوى أربعة سليمة تمامًا، ثلاثة منها مبنية بالطوب المتماسك بالإسمنت وواحد مبني بالحجارة البركانية الصلبة. وتبدو الدعائم الحديدية ناتئة من الركان الحجري الباقي من خمسة منازل مدمرة. بالإضافة لذلك، أنشئ منتزه تابع لمستوطنة «يكوم» على حافة بركة طبيعية.

## المستعمرات الإسرائيلية على أراضي القرية
تقع مستعمرة «يكوم» التي أنشئت في سنة 1947 ومستعمرة «غاغش» التي أنشئت سنة في 1951 على أراضي القرية.